# Oki Electric Industry
La Oki Electric Industry Co., Ltd. (沖電気工業株式会社?, Oki Denki Kōgyō Kabushiki-gaisha), è un'azienda giapponese operante nel settore dell'elettronica e telecomunicazioni. Ha sede a Tokyo.

## Storia

### OKI nelle telecomunicazioni (1881–1950)

#### Fondazione
Kibataro Oki (1848 - 1906) un ingegnere della Kobusho (Ministero dell'Industria) nel 1877, solo un anno dopo l'invenzione di Alexander Graham Bell, costruì il telefono da reverse engineering e Oki fu nel team che costruì il primo prototipo.
Convinto che la propria nazione si fosse affacciata all'era delle telecomunicazioni fondò nel gennaio 1881 la società Meikosha Ltd., trasformatasi nel febbraio 1889 in Oki Elecric Works.
L'azienda fabbricò i primi telefoni giapponesi solo cinque anni dopo l'invenzione di Bell e vinse un premio (silver-award winning lacquer-coated wire) nel 1885 alla International Inventions Exhibition di Londra.
Nel 1912 il nome cambia in Oki Electric Co. Ltd., mantenuto sino al 1949 quando definitivamente diventa Oki Electric Industry Co., Ltd..

## Prodotti
Tra i principali prodotti Oki si annoverano fax, stampanti per computer con tecnologia laser in bianco/nero ed a colori (laser a tecnologia LED), stampanti a matrice di aghi, centralini telefonici, televisori LCD, ATM, prodotti per utenze casalinghe e per grandi industrie.
La Oki produsse anche vari chip ad utilizzo videoludico, principalmente per videogiochi arcade, come la scheda audio OKI6295.

## Sussidiarie
Oki Data Americas, Inc., sussidiaria della Oki Data Corporation del Giappone, produce periferiche PC sotto il marchio OKI, incluse stampanti a colori e b/n, serial impact dot matrix printer, multifunzione e facsimile.
Oki Data America risale al 1972 quando l'azienda fu creata come joint-venture tra due società di Filadelfia e il loro cliente giapponese, Oki Electric per sviluppare prodotti informatici. Un prodotto popolare fu la Okimate 10 a trasferimento termico, una delle prime stampanti per home computer.
Oki Data Americas, Inc. ha sede a Mount Laurel Township, New Jersey. Altri uffici Oki Data America sono a Toronto in Canada, Città del Messico in Messico e San Paolo in Brasile.

## Sponsor
Dal 2005, Oki sponsorizza la squadra di calcio della FA Premier League Portsmouth e detiene il marchio sul nome dello stadio OKI Jubilee Stadium di Kogarah (New South Wales), che ospita il club National Rugby League St. George Illawarra Dragons. OKI fu lo sponsor principale della 1.FC Kaiserslautern dal 1990 al 1996. Durante la stagione 1998-1999 OKI sponsorizzò la squadra in Ligue 1 HSC Montpellier.

## Galleria d'immagini

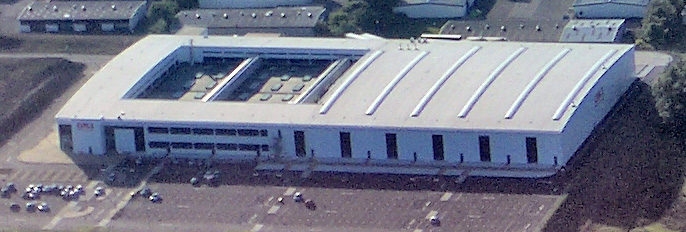
Stabilimento OKI a Cumbernauld, Scozia
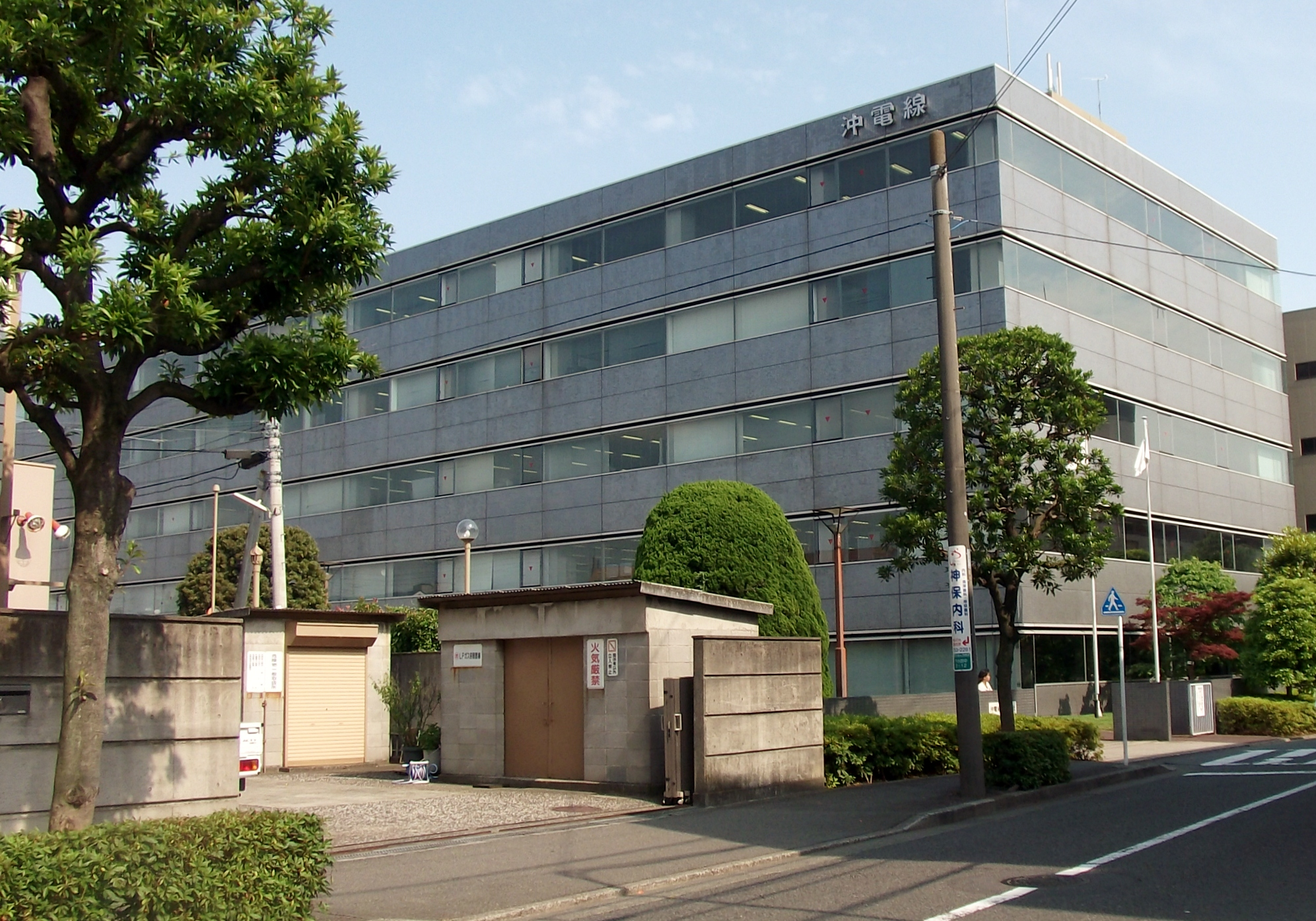
Sede della Oki Electric Cable a Nakahara-ku, Kawasaki (Kanagawa)
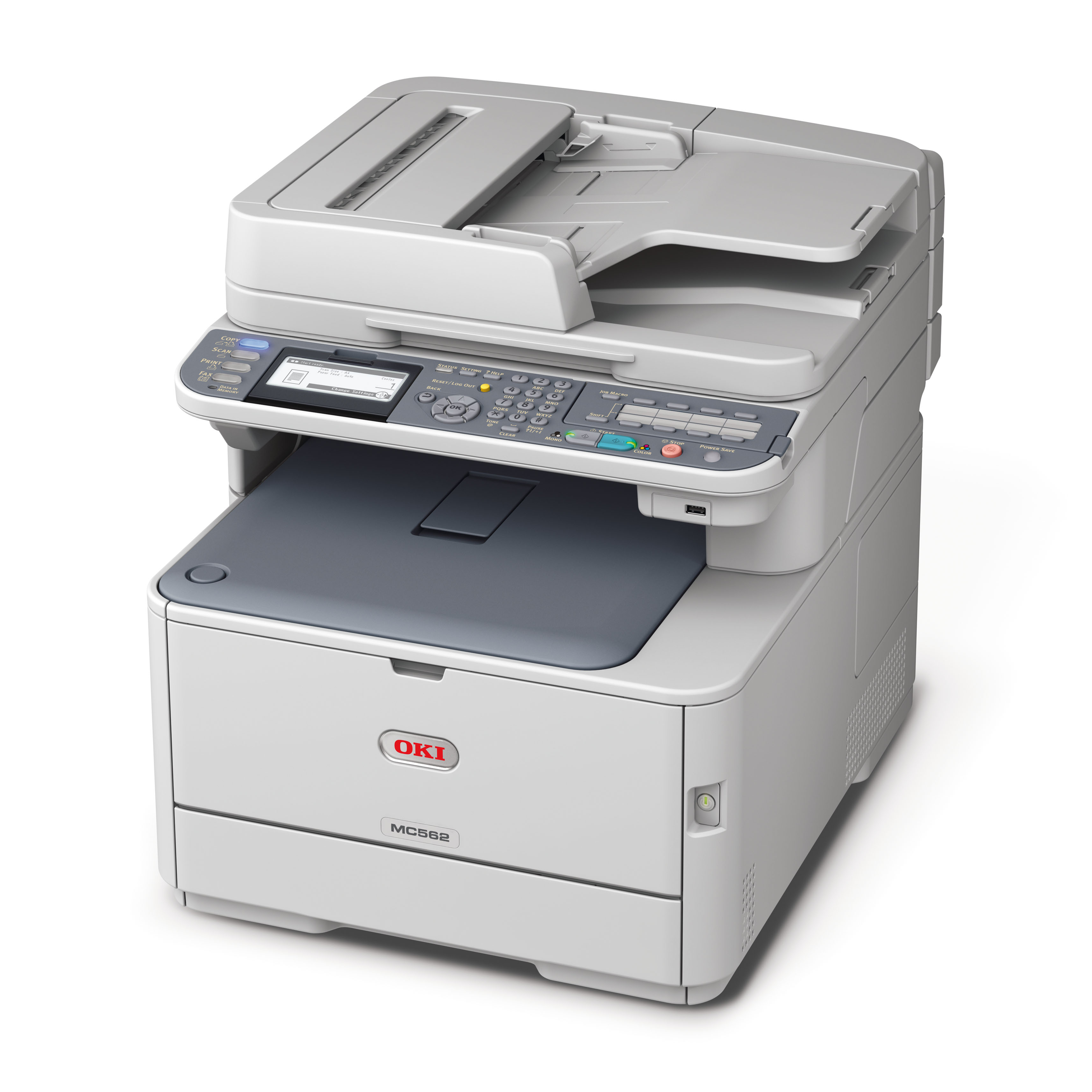
Stampante multifunzione OKI
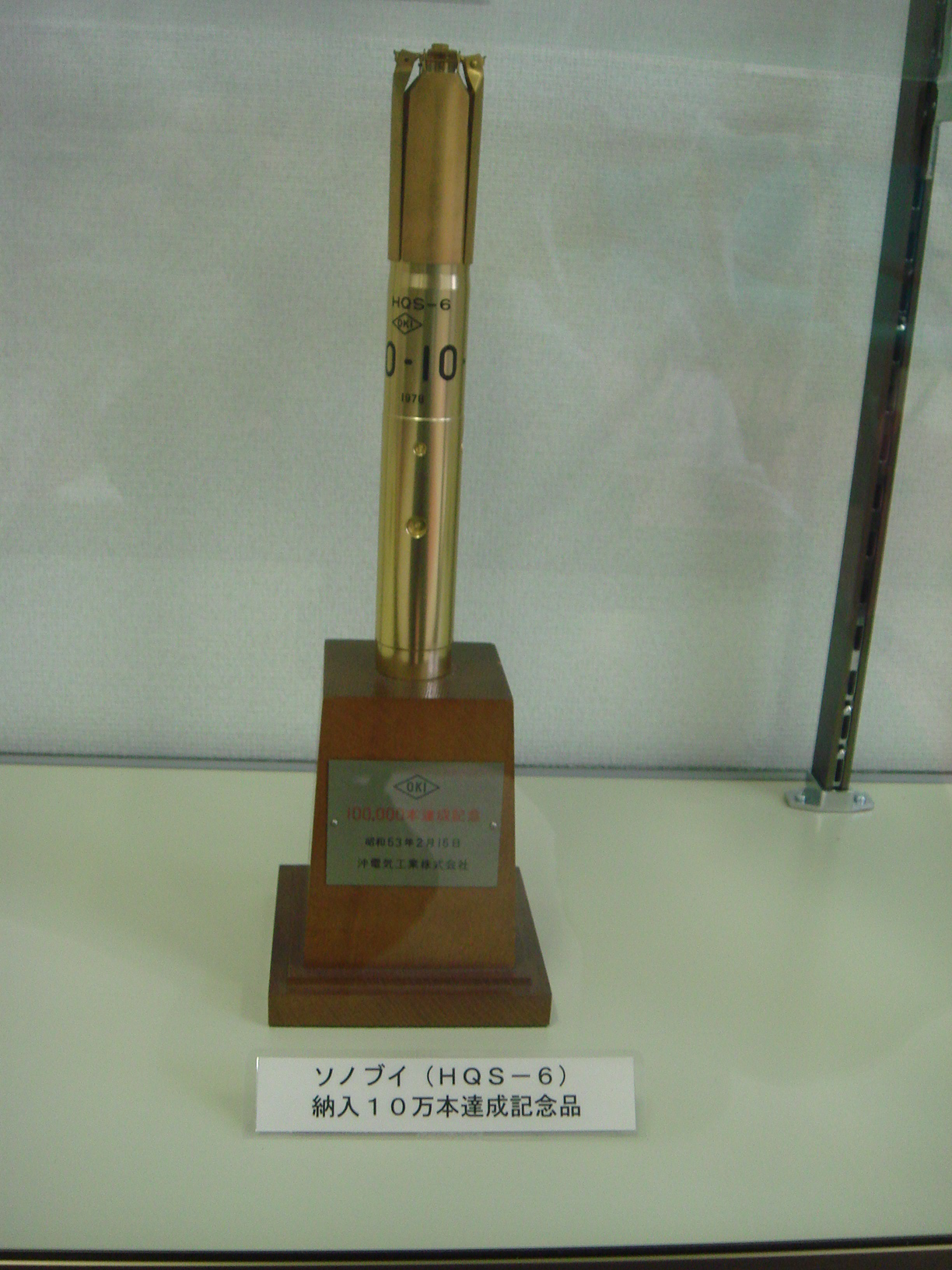
JMSDF HQS-6 tipo Sonobuoy fabbricato dalla Oki Electric Industry

## Nella cultura di massa
Nel film italiano Fantozzi contro tutti del 1980, nelle scene con la barca "il bracciante", il radar nautico di bordo è un radar OKI.